# Kaplanturbine
De kaplanturbine is een axiale hydraulische turbine, meestal met regelbare schoepen. Ze werd ontwikkeld in 1913 door de Oostenrijkse hoogleraar Viktor Kaplan.
De kaplanturbine is een doorontwikkeling van de Francisturbine. De kaplanturbine laat vermogenopwekking toe in situaties met lage valhoogtes, iets wat niet mogelijk is met Francisturbines. Ze worden veel gebruikt in situaties met hoge debieten en lage valhoogtes, dus met veel stroming maar met weinig kracht erachter.

## Ontwikkeling
Victor Kaplan verkreeg zijn eerste patent voor een rotor met verstelbare schoepen in 1912. De ontwikkeling van een commercieel succesvolle machine zou echter nog een decennium duren. Kaplan worstelde vooral met het cavitatieprobleem. In 1922 stopte hij zijn werk om gezondheidsredenen.
In 1919 installeerde Kaplan een demonstratie-eenheid in Podebrady in Tsjecho-Slowakije. In 1922 introduceerde Voith een kaplanturbine met een vermogen van 1100 pk (ongeveer 800 kW), voor het gebruik op rivieren. In 1925 ging een eenheid van 8 MW open in de waterkrachtcentrale Lilla Edet in Zweden. Deze zorgde voor het commerciële succes en de wijde aanvaarding van de kaplanturbines.

## Werking

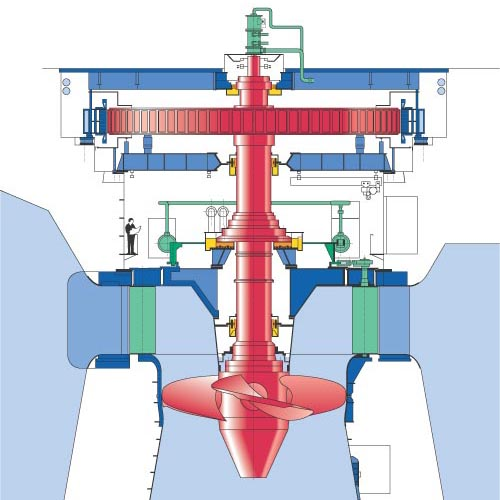
Verticaal opgestelde kaplanturbine (Voith-Siemens)

De kaplanturbine is een reactieturbine. Dit betekent dat de drukveranderingen in het fluïdum de nodige energie afgeven naar de rotor.
De uitlaat is een speciaal vormgegeven zuigbuis zodat het water wordt afgeremd en er kinetische energie gerecupereerd wordt.
De turbine hoeft niet op het laagste punt van de waterstroming geplaatst te zijn, zolang de zuigbuis maar vol met water blijft. Bij een hoger geplaatste turbine echter zal de zuiging op de turbineschoepen door de zuigbuis toenemen. Deze drukverlaging kan leiden tot cavitatie.
De variabele geometrie zorgt voor een efficiënte uitbating voor verschillende stromingsvoorwaarden. Kaplanturbines hebben in typische gevallen een efficiëntie van meer dan 90%. In toepassing met lage valhoogtes is dit vaak heel wat minder.
Huidige onderzoeksdomeinen zijn o.a. door de computer berekende vloeistofdynamicamodellen voor verdere efficiëntieverbeteringen, en ontwerpen die de overlevingskansen van doorgaande vissen moeten verhogen.

## Toepassingen

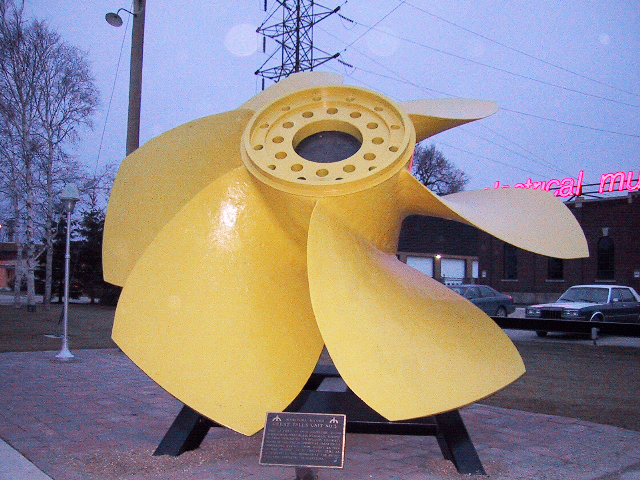
Kaplanturbinerotor

Het gebruik van kaplanturbines is wijdverspreid voor elektriciteitsproductie in waterkrachtcentrales. De kaplanturbines worden gebruikt waar slechts een kleine valhoogte aanwezig is en zijn vooral aangewezen bij grote debieten.
Goedkope microturbines die geproduceerd worden voor particulier gebruik, zijn inzetbaar voor valhoogtes vanaf iets meer dan een halve meter.
Grote kaplanturbines worden specifiek ontworpen voor de locatie waar ze zullen geïnstalleerd worden, om zo de hoogst mogelijke efficiëntie te bereiken (meestal meer dan 90%). Kaplanturbines zijn erg duur om te ontwerpen, produceren en installeren, maar ze hebben een technische levensduur van tientallen jaren.

## Variaties
De kaplanturbine is het type meest gebruikte axiale turbine. Er bestaan echter verschillende variaties:
- Propellerturbines hebben niet-regelbare schoepen. Ze worden gebruikt in goedkope, kleine installaties. Commerciële uitvoeringen produceren enkele honderden watt met slechts kleine valhoogtes.
- Bulb- of buisturbines zijn ontworpen om in de stroming zelf geplaatst te worden. Een grote bulb ligt centraal in een waterpijp. In deze bulb bevindt zich ook de generator. Bulbturbines zijn volledig axiaal; een gewone kaplanturbine heeft echter een radiale inlaat.